# Спурий Постумий Албин (консул 110 пр.н.е.)
Вижте пояснителната страница за други личности с името Спурий Постумий Албин.
Спурий Постумий Албин (на латински: Spurius Postumius Albinus) e политик на Римската република през 2 век пр.н.е.

## Биография
Произлиза от клон Албин на фамилията Постумии. Син е на Спурий Постумий Албин Магнус (консул 148 пр.н.е.) и брат на Авъл Постумий Албин (пропретор 110 пр.н.е.).
През 110 пр.н.е. е избран за консул заедно с Марк Минуций Руф. Той получава провинция Нумидия и тръгва на поход против цар Югурта. Когато през късната есен се връща в Рим, за да проведе консулските избори, неговият брат Авъл Постумий Албин поема командването като легат. Следващата година е проконсул в провинция Африка. За неуспехите в Нумидия той и брат му са осъдени.